# Bessan
 Bessan  es una población y comuna francesa, situada en la región de Occitania, departamento de Hérault, en el distrito de Béziers y cantón de Agda.

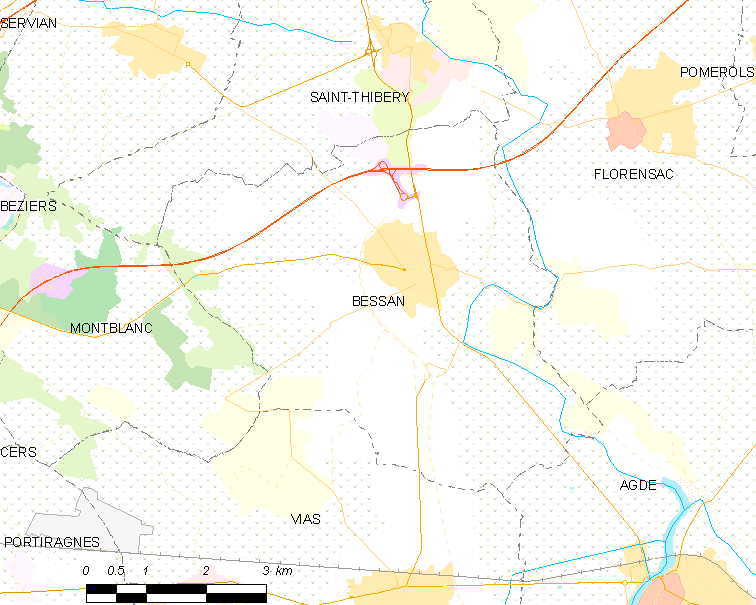
Mapa.

## Demografía
| 2919 | 2972 | 2911 | 2997 | 3356 | 4025 | 4792 |
| Para los censos de 1962 a 1999 la población legal corresponde a la población sin duplicidades (Fuente: INSEE [Consultar]) |      |      |      |      |      |      |